# 馬路村
馬路村（日语：／ Umaji mura */?）是位於日本高知縣東部的村，為縣内人口第2少的行政區劃，也是日本最美麗的村莊聯盟成員之一。境內約96%的面積被森林覆蓋，其中國有林占比達75%。境內的馬路地區為安田川的發源地，魚梁瀨地區則位於奈半利川水系的流域内。馬路地區與魚梁瀨地區並無道路直接相通，必須經由相鄰的北川村才能往返。

## 地理
安田川發源於境內的稗己屋山，在村内與東川和中之川等支流匯流，並在安田町注入土佐灣。奈半利川則發源於德島縣內的甚吉森，在村内與中川和東川匯流，並在奈半利町與田野町的邊界注入土佐灣。

### 氣候
當地年均溫為17.4度，單月平均降雨量則為374毫米，是高知縣內最潮濕的地區之一。2011年7月19日，馬路村的單日降雨量為851.5毫米，是當時日本國內的最高紀錄。

## 歷史

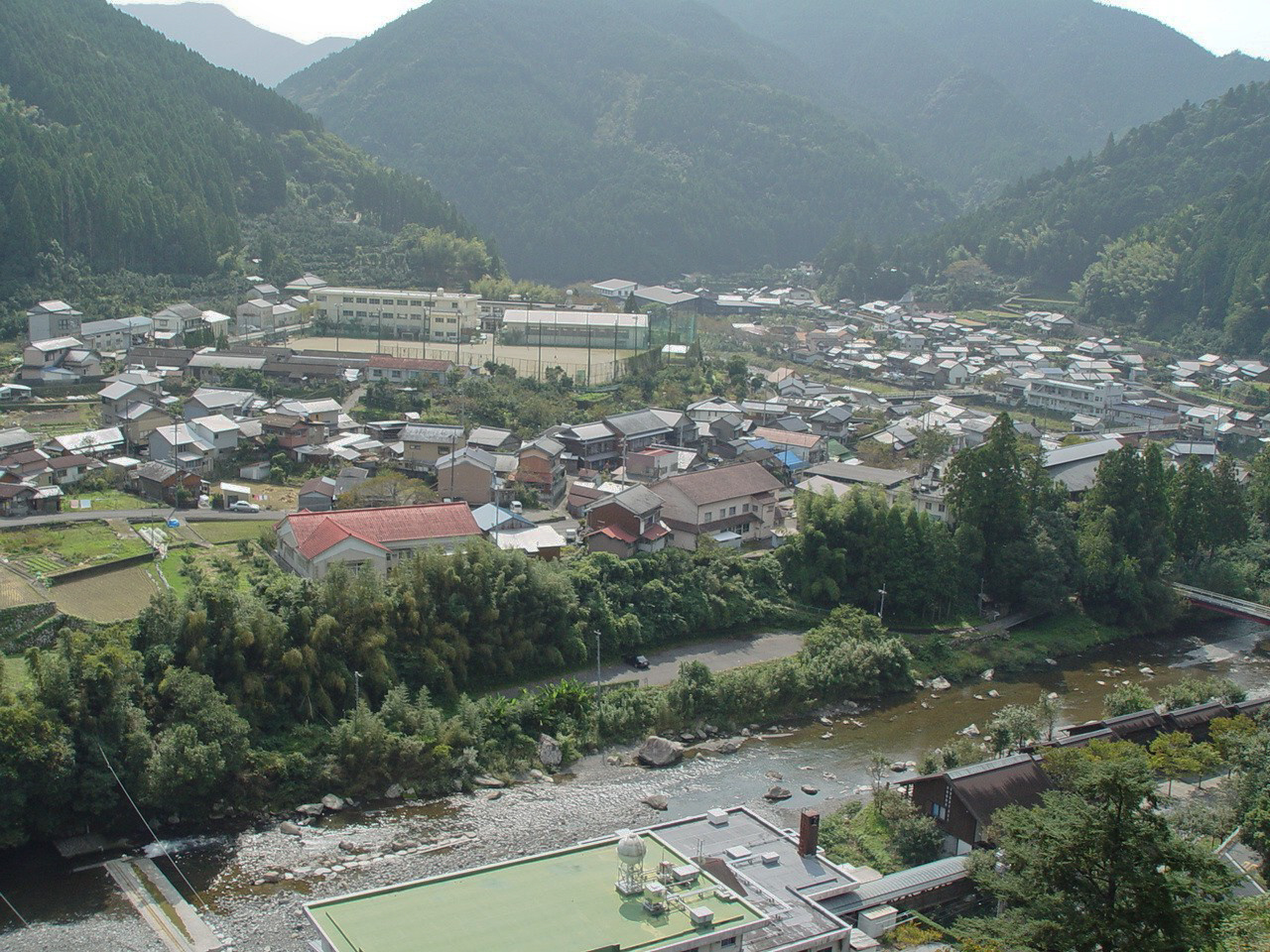
從馬路溫泉附近的山麓俯瞰馬路地區，近處的河流為安田川

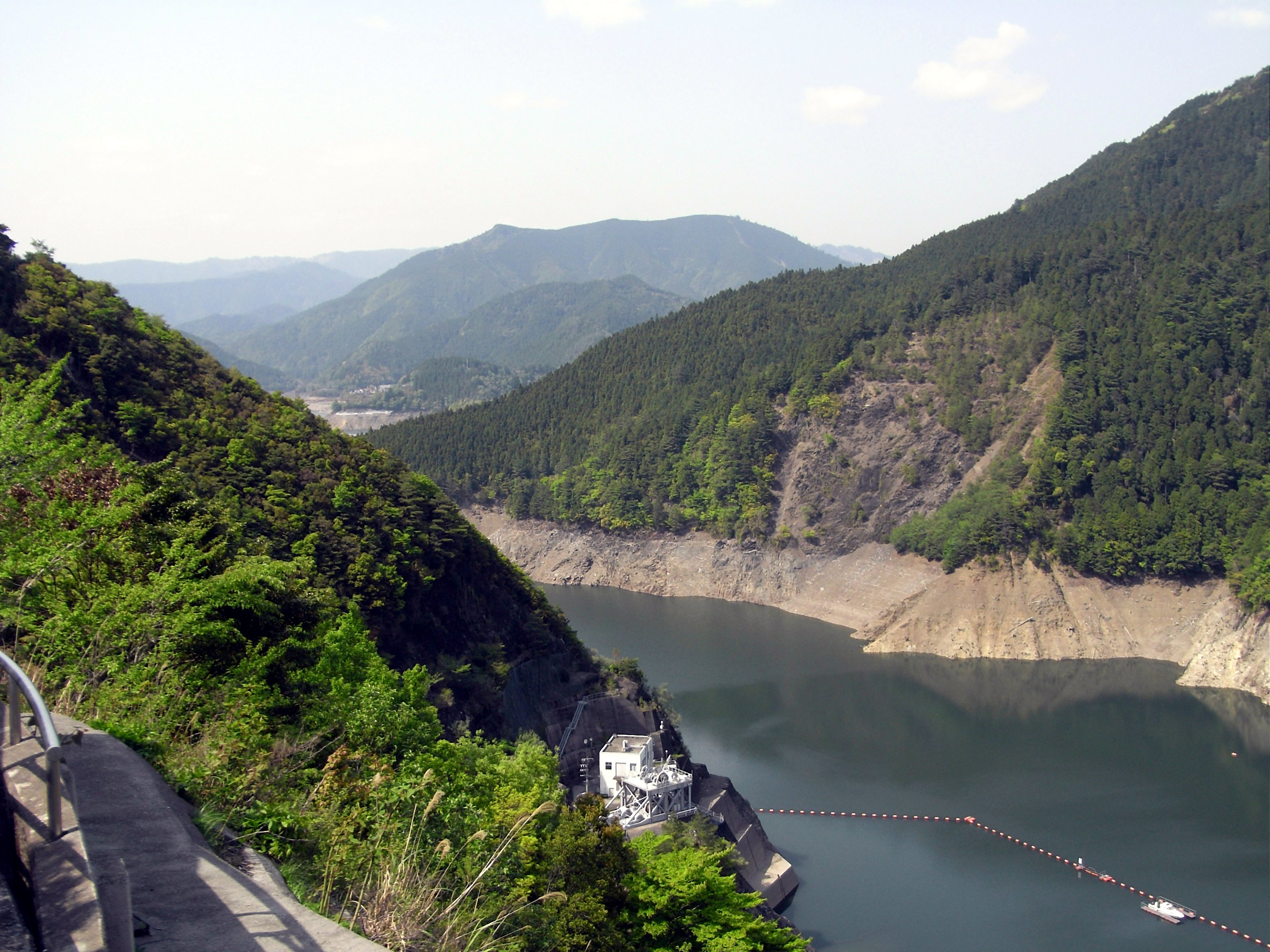
從北川村的魚梁瀨大壩眺望魚梁瀨水庫，右側的山以遠為馬路村魚梁瀨地區

現在的轄區在江戶時代分別屬於馬路村和魚梁瀨村，於1889年4月1日實施町村制時合併為現在的馬路村。儘管有多次町村合併的機會，但由於村民的強烈反對，該村退出了合併談判。

## 觀光資源
- 馬路溫泉
- 金林寺
- 熊野神社
- 魚梁瀬熊野神社

## 外部連結
- （日語） 馬路村農業協同組合 （页面存档备份，存于）
- （日語） 馬路村溫泉